# Can Titus
Can Titus és una obra noucentista de Camprodon (Ripollès) inclosa a l'Inventari del Patrimoni Arquitectònic de Catalunya.

## Descripció
Interessant façana amb escultures de Joaquim Claret (relleus) inspirades d'un embolcall de xocolata de principis del segle xx. Existeixen altres obres del mateix escultor: Llindar del portal del cementiri, alguna figura o làpida interior i un misteri o pas de setmana santa (avui al monestir de Sant Pere).